# Haptoglobina
A haptoglobina é uma proteína de fase aguda (alfa 2-glicoproteína), produzida no fígado, que se liga irreversivelmente à hemoglobina após a hemólise, formando um complexo que é removido pelas células de Kupffer. É o marcador mais sensível de hemólise em que geralmente seus níveis estão diminuídos (ex.: hemoglobinopatias, anemias megaloblásticas, anemias hemolíticas induzidas por drogas). 
Ela forma um complexo com a Hemoglobina, quebrando-a em globina e grupo heme. O grupo heme, por sua vez, dissocia-se em protoporfirina e ferro livre, este que vai ser reutilizado na síntese de novas hemácias.
Os níveis de haptoglobina aumentam em resposta a diversas situações: estresse orgânico, infecção, inflamação aguda ou necrose tecidual.
Os seus níveis caem após um processo hemolítico, porque os complexos com Hemoglobina são rapidamente retirados do plasma pelo sistema reticuloendotelial. Pode ocorrer queda da haptoglobina também em doenças hepáticas.
A haptoglobina não se liga à mioglobina. Por isso, usa-se como diagnóstico diferencial para a rabdomiólise: se os níveis de haptoglobina estiverem normais, a mioglobina foi responsável pelo excesso de grupos heme no sangue ou na urina. Assim, confirma-se o diagnóstico de rabdomiólise.